# 14e étape du Tour d'Espagne 2012
La 14e étape du Tour d'Espagne 2012 s'est déroulée le samedi 1er septembre 2012. Elle est partie de Palas de Rei et est arrivée à Puerto de Ancares après 149,2 km de course.

## Parcours de l'étape
Étape de montagne costaude, cette épreuve compte cinq cols répertoriés dont deux de première catégorie. Avec 35 kilomètres à parcourir, les coureurs attaquent le pied de l'Alto Folgueiras de Aigas (Catégorie 1), puis redescendent pour se confronter au Puerto de Ancares (9,5 km à 8,1 % de moyenne), au sommet duquel se trouve la ligne d'arrivée.

## Déroulement de la course
Au départ de la première étape de haute montagne, un groupe d'une quinzaine de coureurs s'échappe pour former l'échappée du jour. Parmi ces coureurs, on retrouve principalement le quadruple vainqueur du classement de la montagne, David Moncoutié (Cofidis), et Simon Clarke (Orica-GreenEDGE), vainqueur d'étape à Valdezcaray. Ce dernier est le premier au sommet des différentes ascensions et s'empare de ce maillot. Alberto Losada (Katusha) s'échappe et parvient à distancer ses poursuivants. Dans la dernière montée, Robert Gesink (Rabobank) est distancé du peloton. Un peu plus tôt, son coéquipier Bauke Mollema l'a été également. À 2 km de l'arrivée, Alberto Contador (Saxo Bank-Tinkoff Bank) attaque, accompagné par Alejandro Valverde (Movistar), suivi un peu plus loin de Joaquim Rodríguez (Katusha), ramené par son coéquipier Daniel Moreno. Christopher Froome (Sky) est lâché. Losada est repris et les quatre hommes de tête ralentissent, ce qui permet le retour d'Andrew Talansky (Garmin-Sharp) et de Froome. C'est le moment choisit par Contador pour attaquer à nouveau. À 1 km, Rodríguez décide de le rattraper. Froome est à nouveau distancé et Valverde ne parvient pas à suivre Rodríguez. Celui-ci rejoint Contador et au sprint le contre pour aller chercher une nouvelle victoire d'étape.
Au classement général, Rodríguez prend 22 secondes d'avance sur Contador et une minute et 41 secondes sur Froome et Valverde. Gesink passe à la sixième place et Talansky entre parmi les dix premiers.

## Classement de l'étape
| Classement de l'étape | Classement de l'étape | Classement de l'étape | Classement de l'étape  | Classement de l'étape |
|                       | Coureur               | Pays                  | Équipe                 | Temps                 |
| --------------------- | --------------------- | --------------------- | ---------------------- | --------------------- |
| 1er                   | Joaquim Rodríguez     | ESP                   | Katusha                | en 4 h 10 min 28 s    |
| 2e                    | Alberto Contador      | ESP                   | Saxo Bank-Tinkoff Bank | + 5 s                 |
| 3e                    | Alejandro Valverde    | ESP                   | Movistar               | + 13 s                |
| 4e                    | Daniel Moreno         | ESP                   | Katusha                | + 35 s                |
| 5e                    | Christopher Froome    | GBR                   | Sky                    | + 38 s                |
| 6e                    | Andrew Talansky       | USA                   | Garmin-Sharp           | + 44 s                |
| 7e                    | Igor Antón            | ESP                   | Euskaltel-Euskadi      | + 56 s                |
| 8e                    | Laurens ten Dam       | NED                   | Rabobank               | + 1 min 4 s           |
| 9e                    | Tomasz Marczyński     | POL                   | Vacansoleil-DCM        | + 1 min 13 s          |
| 10e                   | Nicolas Roche         | IRL                   | AG2R La Mondiale       | + 1 min 17 s          |
| modifier              |                       |                       |                        |                       |

## Classement général
| Classement général | Classement général | Classement général | Classement général     | Classement général |
|                    | Coureur            | Pays               | Équipe                 | Temps              |
| ------------------ | ------------------ | ------------------ | ---------------------- | ------------------ |
| 1er                | Joaquim Rodríguez  | ESP                | Katusha                | en 53 h 6 min 33 s |
| 2e                 | Alberto Contador   | ESP                | Saxo Bank-Tinkoff Bank | + 22 s             |
| 3e                 | Christopher Froome | GBR                | Sky                    | + 1 min 41 s       |
| 4e                 | Alejandro Valverde | ESP                | Movistar               | + 1 min 41 s       |
| 5e                 | Daniel Moreno      | ESP                | Katusha                | + 4 min 16 s       |
| 6e                 | Robert Gesink      | NED                | Rabobank               | + 5 min 7 s        |
| 7e                 | Nicolas Roche      | IRL                | AG2R La Mondiale       | + 5 min 51 s       |
| 8e                 | Andrew Talansky    | USA                | Garmin-Sharp           | + 6 min 13 s       |
| 9e                 | Laurens ten Dam    | NED                | Rabobank               | + 6 min 34 s       |
| 10e                | Igor Antón         | ESP                | Euskaltel-Euskadi      | + 7 min 16 s       |
| modifier           |                    |                    |                        |                    |

## Classements annexes

### Classement par points
| Classement par points | Classement par points | Classement par points | Classement par points | Classement par points |
| --------------------- | --------------------- | --------------------- | --------------------- | --------------------- |
|                       | Coureur               | Pays                  | Équipe                | Point(s)              |
| 1er                   | Joaquim Rodríguez     | ESP                   | Katusha               | 144 points            |
| 2e                    | Alejandro Valverde    | ESP                   | Movistar              | 122 pts               |
| 3e                    | John Degenkolb        | GER                   | Argos-Shimano         | 112 pts               |
| modifier              |                       |                       |                       |                       |

### Classement du meilleur grimpeur
| Classement du meilleur grimpeur | Classement du meilleur grimpeur | Classement du meilleur grimpeur | Classement du meilleur grimpeur | Classement du meilleur grimpeur |
| ------------------------------- | ------------------------------- | ------------------------------- | ------------------------------- | ------------------------------- |
|                                 | Coureur                         | Pays                            | Équipe                          | Point(s)                        |
| 1er                             | Simon Clarke                    | AUS                             | Orica-GreenEDGE                 | 34 points                       |
| 2e                              | Alejandro Valverde              | ESP                             | Movistar                        | 23 pts                          |
| 3e                              | Joaquim Rodríguez               | ESP                             | Katusha                         | 23 pts                          |
| modifier                        |                                 |                                 |                                 |                                 |

### Classement du combiné
| Classement du combiné | Classement du combiné | Classement du combiné | Classement du combiné  | Classement du combiné |
| --------------------- | --------------------- | --------------------- | ---------------------- | --------------------- |
|                       | Coureur               | Pays                  | Équipe                 | Point(s)              |
| 1er                   | Joaquim Rodríguez     | ESP                   | Katusha                | 5 points              |
| 2e                    | Alejandro Valverde    | ESP                   | Movistar               | 8 pts                 |
| 3e                    | Alberto Contador      | ESP                   | Saxo Bank-Tinkoff Bank | 10 pts                |
| modifier              |                       |                       |                        |                       |

### Classement par équipes
| Classement général par équipes | Classement général par équipes | Classement général par équipes | Classement général par équipes |
|                                | Équipe                         | Pays                           | Temps                          |
| ------------------------------ | ------------------------------ | ------------------------------ | ------------------------------ |
| 1re                            | Rabobank                       | Pays-Bas                       | en 159 h 1 min 48 s            |
| 2e                             | Sky                            | Royaume-Uni                    | + 1 min 16 s                   |
| 3e                             | Kastusha                       | Russie                         | + 5 min 8 s                    |
| modifier                       |                                |                                |                                |

## Abandons
- Jens Debusschere (Lotto-Belisol) : non-partant
- Olivier Kaisen (Lotto-Belisol) : abandon
- José Joaquín Rojas (Movistar) : non-partant
- Rafael Valls (Vacansoleil-DCM) : abandon
- Jurgen Van den Broeck (Lotto-Belisol) : non-partant